# Hilisebua
Hilisebua is een bestuurslaag in het regentschap Nias van de provincie Noord-Sumatra, Indonesië. Hilisebua telt 2576 inwoners (volkstelling 2010).